# Transformers: War for Cybertron (Nintendo DS)

Transformers: War for Cybertron - Autobots及びTransformers: War for Cybertron - Decepticonsは、Transformers: War for CybertronのニンテンドーDS版。
これらの版は、コンソール版とはゲームプレイが異なるが、（ Transformers：Autobots及び Transformers：Decepticonsのような）以前のトランスフォーマーDSゲームの殆どの機能を持っている。

## 概要

### キャラクター
プレイ可能なトランスフォーマーは、オートボットゲーム、及びディセプティコンゲームをまたいで、ゲーム毎に15で、合計30。
| 名称                                 | 声優                       | 説明 |
| オートボット                         | オートボット               | オートボット |
| ------------------------------------ | -------------------------- | --- |
| アーシー                             | カリ・ウォールグレン       | サイバートロン様式の車両に変型する女性。 |
| エアー・レイド                       | en:Liam O'Brien            | 強くて速い、威勢の良い（生意気で傲慢とも言われる）兵士。サイバートロン様式のジェット機に変型する。 |
| バンブルビー                         | ジョニー・ヨング・ボッシュ | 最小オートボットの一体で、諜報と偵察に自身のサイズを活かす。サイバートロン様式のレーサーに変型する。 |
| クリフジャンパー                     | スティーヴン・ブルーム     | ニンテンドーDS版限定で、バンブルビーを赤にリデコし、武装変更したもの。サイバートロン様式の赤い小型車両に変型する。 |
| グリムロック                         | クリスピン・フリーマン     | ニンテンドーDS版限定。サイバートロン様式の戦車に変型する。 |
| 最高評議会                           |                            | オプティマスに"プライム"の称号を授ける。 |
| ホット・ショット                     | トラヴィス・ウィリンガム   | ニンテンドーDS版限定。サイバートロン様式の車両に変型する。 キャラクターのコンセプトアート referred to him as ロディマス, the later name of the オリジナル・キャラクター from the 80年代TVシリーズ。 |
| アイアンハイド                       | キース・ザラバッカ         | チームの、鍛え抜かれた老戦闘兵オートボット。オプティマスの親友。サイバートロン様式のトラックに変型する。 |
| Jazz                                 | en:Scott Whyte             | Jazz is an ロック解除可能 multiplayer 予約限定 only a PS3 or Xbox 360 版 at Best Buy and EB games in オーストラリア and amazon.co.uk while ロック解除可能 for campaign for the DS 版。 DLCパック第１弾の一部でもある。サイバートロン様式の車両に変型する。 |
| ジェットファイアー                   | en:Troy Baker              | 科学の追究に身を捧げ、オートボットの勝利がディセプティコンの頭上に、テクノロジーによって最終的にもたらされると信じている。技術がディセプティコンに用いられることに不同意した後、オートボットに転向した。サイバートロン様式のジェット機に変型する。 |
| カップ                               |                            | When the player approaches the correct monitor in the opening of either the オートボット or ディセプティコン DS版 of the game, Kup issues the Universal Greeting (a reference to トランスフォーマー ザ・ムービー) to them。 |
| オメガスプリーム                     | フレッド・タタショア       | エアーボット（シルバーボルト、エアー・レイド）、ジェットファイアーが配備される、巨人宇宙船に変型する巨人オートボット。ディセプティコン・キャンペーンの最終ボスとして登場する。 |
| オプティマス／オプティマス・プライム | ピーター・カレン           | He is second in command, under ゼータ・プライム。 オプティマス wields an イオン・ブラスター and his エネルゴン両刃斧。 He becomes the オートボットのリーダー after ゼータ・プライム falls in battle。 He comes to realize that he is destined to become the next オートボット リーダー, and in so doing the 最高評議会 彼に"プライム"の称号を授ける。 サイバートロン様式のトラックに変型する。                                    |
| ラチェット                           | フレッド・タタショア       | The オートボット' medical officer。 Ratchet has a dry wit, often giving his wounded comrades a hard time for taking hits he somehow avoids。 サイバートロン様式のトラックに変型する。 |
| スキャッターショット                 |                            | DLCで追加。サイバートロン様式の戦車に変型する。 |
| サイドスワイプ                       | トラヴィス・ウィリンガム   | スピードの為に生まれ、ただスポーツと競い合いの為に、戦闘を楽しむ。サイバートロン様式の車両に変型する。 |
| シルバーボルト                       | en:Patrick Seitz           | Silverbolt is an anti-social transformer, and most オートボット prefer not to be around him。 サイバートロン様式のジェット機に変型する。DS版で 10141 を入力するとロック解除される。 |
| スゥープ                             | en:Eric Artell             | ニンテンドーDS版限定。鷲に似たジェット機に変型する。 |
| ウルトラマグナス                     | en:Jamieson Price          | ニンテンドーDS版限定。サイバートロン様式のトラックに変型する。アニメシリーズに似たデザイン。 |
| ウォーパス                           | Jamieson Price             | 武器を、しばしば、生み出したり修繕する、武器スペシャリスト。サイバートロン様式の戦車に変型する。 |
| ゼータ・プライム                     | Troy Baker                 | オプティマス・プライムの先代となる、オートボットのリーダー。オートボット・キャンペーンの早い段階で殺されるが、DLCパック第２弾で、プレイ可能キャラクターになる。 |
| ディセプティコン                     |                            | |
| バリケード                           | スティーヴン・ブルーム     | Barricade has the ability to reach speeds faster than some transformer jets。 He often uses this to his advantage by luring オートボット into transforming and chasing him, then taking fatal routes that only he can navigate。 サイバートロン様式の車両に変型する。 |
| ブロウル                             | ノーラン・ノース           | Brawl loves nothing more than explosions and chaotic, unending combat。 He does not care whether he lives or dies if an オートボット goes down with him。 サイバートロン様式の戦車に変型する。 |
| ブレークダウン                       | クリスピン・フリーマン     | Breakdown is an extremely paranoid young ディセプティコン that thinks everyone and everything is out to get him - especially メガトロン, who refers to him as suicidal。 He prefers to do his duties in anonymity。 サイバートロン様式の車両に変型する。 |
| サイクロナス                         | en:Liam O'Brien            | ニンテンドーDS版限定。 He is described in the オートボット・キャンペーン as a coward - although that does not fit the original description of the character。 ジェット機に変型する。 |
| デッドエンド                         |                            | サイバートロン様式の車両に変型する and will be playable character on the DLCパック第２弾。 |
| デモリッシャー                       |                            | Demolishor is an ロック解除可能 multiplayer 予約限定 the game from Amazon.com and play.com in the UK。 DLCパック第１弾の一部。サイバートロン様式の戦車に変型する。 |
| ダージ                               | en:Brad Davidorf           | サイバートロン様式のジェット機に変型する。ニンテンドーDS版限定。 |
| ドラッグ・ストリップ                 | en:Eric Artell             | ニンテンドーDS版限定。 |
| フレンジー                           | キース・シルバースタイン   | サウンドウェーブ・ボス戦での敵４体のひとつ。 |
| メガトロン                           | フレッド・タタショア       | ディセプティコンの、パワフルで無慈悲なリーダー。戦闘では、巨大な紫色のエネルギー戦鎚を持ち、前腕部には、非常に巨大なフュージョン・キャノンがマウントされている。サイバートロン様式の戦車に変型する。 |
| モーターマスター                     | フレッド・タタショア       | ニンテンドーDS版限定。近接武器を除き、オプティマス・プライムのリデコに近い。サイバートロン様式のトラックに変型する。 |
| オンスロート                         | Brad Davidorf              | A DLC character but also playable in the DS版。 サイバートロン様式のトラックに変型する。 |
| ラムジェット                         | スティーヴン・ブルーム     | ロック解除可能 character ニンテンドーDS版限定。 99871 を入力するとロック解除される。 |
| ランブル                             | キース・シルバースタイン   | サウンドウェーブの手下４体のひとつ。いつも韻を踏みながら語る。 |
| ショックウェーブ                     | スティーヴン・ブルーム     | Can be ロック解除される in multiplayer mode only on the PS3 or Xbox 360 with a unique code from en:GameStop and Blockbusters in the UK while also an ロック解除可能 character for the ニンテンドーDS版。 DLCパック第１弾の一部。 オートボットを追跡する為に地球へと赴いた後の、サーバートロン上のディセプティコンを指揮する為に、メガトロンが残したディセプティコンとしてよく知られる。サイバートロン様式のジェット機に変型する。 |
| スカイワープ                         | リチャード・エプカー       | 静かに無慈悲な効率性を以てゴールを遂げる為に、クローキング・テクノロジーを有している。サイバートロン様式のジェット機に変型する。 |
| スリップストリーム                   | en:Jessica Straus          | サイバートロン様式のジェット機に変型する女性。 |
| サウンドウェーブ                     | en:Isaac C. Singleton Jr.  | ディセプティコンの通信士官として働く、メガトロンの上部指令構造の一部。サイバートロン様式のトラックに変型する。 |
| スタースクリーム                     | サム・リーゲル             | ディセプティコン・リーダーとして、メガトロンを追い落とす野心を、隠そうとしない。平均的なディセプティコンよりも利口で、オプティマスとメガトロンの両者は、サイバートロンにとってベストなものを見失っていると信じている。サイバートロン様式のジェット機に変型する。 |
| サンダークラッカー                   | en:Graham McTavish         | スタースクリーム、スカイワープ、サンダークラッカーは、"Seekers"として知られるディセプティコン飛行部隊の一部として一緒に提供される。飛行できない者を軽蔑し、飛行できる自身を優れていると見做している。時には、ディセプティコンの起源を疑うが、不平よりも、メガトロンの怒りへの恐怖が、先に立つ。サイバートロン様式のジェット機に変型する。                                                                                         |
| ダイナザウラー                       | フレッド・タタショア       | 恐竜と宇宙軌道ステーションに２段変型する、巨人トランスフォーマー。オートボット・キャンペーンの最終ボス、及び、ゲーム全体の時系列的な最終ボスとして、登場する。 |
| その他のキャラクター                 |                            | |
| サイバートロン                       | en:Isaac C. Singleton Jr.  | プライマスに敬意を持つ、サイバートロン・コア。 |
| ナレーター                           | スティーヴン・ブルーム     | 多数のキャラクターへの声アテとは別に、スティーヴン・ブルームがゲームのナレーター。 |

## ゲームプレイ
このゲームには、主な特徴が2つある。
1つ目の新しい特徴は、敵のタイプが変わると、弱点が変わること。敵が変わった場合には、プレイヤーは、弱点インジケーターを慎重に監視することになる。
もう1つは、プレイヤーが1レベルに異なるキャラクター2つを持ち、ゲームプレイ中、それらを自由にスイッチできること。キャラクター変形が改善され、プレイヤーが近接或いは遠距離武器を選択すると、武器が視覚的に変化する。

## 開発
ニンテンドーDS版のサウンドトラックは、Jason Willey、Chris D'Ambrosio、Adam Schneiderが作曲した。D'ambrosio、Schneiderは、ロックバンドSentient Machineで演奏している。